# Paul Farmer
Paul Farmer (North Adams, 26 ottobre 1959 – Kigali, 21 febbraio 2022) è stato un antropologo e medico statunitense.
Esponente di primo piano dell'Antropologia medica, Farmer è colui che ha imposto, nella letteratura antropologica, l'espressione "violenza strutturale". In Patologie del potere: Salute, diritti umani e la nuova guerra sui poveri (2003), Farmer illustra le nozioni di violenza e sofferenza strutturale applicandole in particolare al caso di Haiti, dove ha condotto ricerche sulle malattie e la povertà.

## Opere selezionate
- AIDS and Accusation: Haiti and the Geography of Blame, Berkeley, University of California Press, 1992
- The Uses of Haiti, Monroe, Maine, Common Courage Press, 1994
- Infections and Inequalities: The Modern Plagues, Berkeley, University of California Press, 1999
- Pathologies of Power: Health, Human Rights, and the New War on the Poor, Berkeley, University of California Press, 2003
- Partner to the Poor: A Paul Farmer Reader. Ed. Haun Saussy. Berkeley, University of California Press, 2010
- To Repair the World: Paul Farmer Speaks to the Next Generation, Berkeley, University of California Press, 2013